# أيبرك أولماز
أيبرك أولماز (بالتركية: Ayberk Olmaz)‏ مواليد 8 يونيو 1996، هو لاعب كرة سلة تركي بدأ مسيرته الاحترافية في سنة 2013 يلعب في الدوري التركي لكرة السلة ويحمل الرقم 17. يبلغ طوله 6 قدم 10.75 بوصة (2.1 م).

## فرق لعب لها
- فنربخشة لكرة السلة

## روابط خارجية
- أيبرك أولماز على موقع الاتحاد الدولي لكرة السلة (الإنجليزية)
- أيبرك أولماز على موقع الدوري الأوروبي لكرة السلة (الإنجليزية)
- أيبرك أولماز على موقع كرة السلة الأوروبية.كوم (الإنجليزية)
- أيبرك أولماز على موقع ريلجم (الإنجليزية)
- أيبرك أولماز على موقع بروبوليرز (الإنجليزية)
- أيبرك أولماز على موقع سبورتس رفرنس (الإنجليزية)